# Moultrie
Moultrie è una città degli Stati Uniti d'America, situata nello Stato della Georgia e in particolare nella contea di Colquitt, della quale è il capoluogo.